# Нохмуль
Нохмуль або Нох-Муль (ісп. Nohmul) — руїни міста цивілізації мая в окрузі Ориндж-Волк (Беліз). З юкатекської мови перекладається як «Великий пагорб».

## Історія
Перше поселення виникло близько 1000 року до н. е. Тривалий час являло собою невеличке сільське поселення. Лише близько 350 року до н. е. перетворилося на повноцінне місто. Стосовно існування в цей час держави навколо Нохмуля замало відомостей.
Втім до V століття на місці поселення припинилося будь-яке монументальне будівництво, а городище був практично повністю залишене жителями. Через досить тривалий проміжок часу Нохмуль заново заселено людьми, також відновилися будівельні роботи зі зведення будинків. Водночас утворилося самостійне царство (назва його не розшифрована).
Пік активності спостерігався протягом пізнього класичного періоду — VII—VIII ст. Розквіт держави і міста Нохмуля припав на 800—900 роки (час колапсу класичних мая).
У X ст. відбулося ослаблення держави, водночас археологічні розкопки свідчать про встановлення тут панування мая з Юкатану. Втім невідомо, чи це були біженці від нашестя тольтеків та іца, або тут затвердилися саме мая-іца. Занепад відбувся в середині XII ст.

## Опис
Розташовано в північному Белізі на вапняковому нагір'ї на схід від річки Ондо, на відстані 10 км від міста Орандж-Уолк. Загальна площа поселення становила близько 35 км2, виявлено понад 900 житлових будинків у межах від 10 до 30 м у діаметрі та від 1 до 5 м заввишки.
Площа центральної частини становить 21 м2, з яких область перебування ахава і його почту становить 11 га. Він складається з двох груп — Східної і Західної —, що включають в себе, зокрема 2 акрополя і стадіон для гри в м'яч. Східна група є більше досліджена, тут розкопано 2 групи будівель й 10 площ. Значна частина зведена у докласичний період, частина — в класичний.
Головний храм, церемоніальний центр Нохмуля, заввишки приблизно 20 м (зведено близько 250 року до н. е.) був одним з найвищих будівель мая північній частині Белізу. Але у 2013 році бульдозери та екскаватори будівельників компанії D-Mar Construction, які використовують гравій і вапняк при прокладанні доріг у прилеглому Дуглас Віліджі, залишили від піраміди лише центральну частину.
У післякласичний період будівлі зводилися поверх будов класичного періоду. За своїм типом вони схожі на спорудиКараколя та Чичен-Іци. Але будівельна діяльність у цей період була не надто значною.

## Історія досліджень
Вперше було відкрито у 1897 році Томасом Ганном. Тоді ж розпочаті перші розкопки. Т. Ганн здійснював тут дослідження у 1908 та 1936 роках. Знайдені артефакти було відправлено до Британського музею (Лондон).
Значні роботи почав здійснювати у 1973 році Норман Хаммонд, який склав мапу архітектурної пам'ятки. З 1984 року в рамках проекту Нохмуль Хаммонд почав нові розкопки, що тривали до 1992 року.